# Andris Reiss
Andris Reiss (nascido em 10 de março de 1978) é um ex-ciclista letão de ciclismo de estrada. Representou seu país, Letônia, nos Jogos Olímpicos de Verão de 2000 em Sydney.